# Nagy-Britannia az 1976. évi téli olimpiai játékokon
Nagy-Britannia az ausztriai Innsbruckban megrendezett 1976. évi téli olimpiai játékok egyik részt vevő nemzete volt. Az országot az olimpián 7 sportágban 42 sportoló képviselte, akik összesen 1 érmet szereztek.

## Érmesek
| Érem  | Versenyző  | Sportág     | Versenyszám  |
| ----- | ---------- | ----------- | ------------ |
| Arany | John Curry | Műkorcsolya | Férfi egyéni |

## Alpesisí
Férfi
| Versenyző          | Versenyszám      | 1. futam       | 1. futam       | 2. futam      | 2. futam      | Összesítés    | Összesítés    |
| Versenyző          | Versenyszám      | Idő            | Hely.          | Idő           | Hely.         | Idő           | Helyezés      |
| ------------------ | ---------------- | -------------- | -------------- | ------------- | ------------- | ------------- | ------------- |
| Konrad Bartelski   | Lesiklás         |                |                |               |               | nem ért célba | nem ért célba |
| Konrad Bartelski   | Óriás-műlesiklás | nem ért célba  | nem ért célba  | kiesett       | kiesett       | kiesett       | kiesett       |
| Konrad Bartelski   | Műlesiklás       | nem ért célba  | nem ért célba  | kiesett       | kiesett       | kiesett       | kiesett       |
| Stuart Fitzsimmons | Lesiklás         |                |                |               |               | 1:50,89       | 32.           |
| Stuart Fitzsimmons | Óriás-műlesiklás | 1:55,77        | 51.            | nem ért célba | nem ért célba | kiesett       | kiesett       |
| Stuart Fitzsimmons | Műlesiklás       | idő nem ismert | idő nem ismert | nem ért célba | nem ért célba | kiesett       | kiesett       |
| Peter Fuchs        | Lesiklás         |                |                |               |               | 1:52,75       | 37.*          |
| Peter Fuchs        | Óriás-műlesiklás | 1:56,94        | 54.            | nem ért célba | nem ért célba | kiesett       | kiesett       |
| Peter Fuchs        | Műlesiklás       | nem ért célba  | nem ért célba  | kiesett       | kiesett       | kiesett       | kiesett       |
| Alan Stewart       | Lesiklás         |                |                |               |               | 1:50,56       | 30.           |
| Alan Stewart       | Óriás-műlesiklás | 1:54,49        | 44.            | 1:55,15       | 33.           | 3:49,64       | 33.           |
| Alan Stewart       | Műlesiklás       | kizárták       | kizárták       | kiesett       | kiesett       | kiesett       | kiesett       |

* - egy másik versenyzővel azonos eredményt ért el
Női
| Versenyző        | Versenyszám      | 1. futam       | 1. futam | 2. futam      | 2. futam      | Összesítés | Összesítés |
| Versenyző        | Versenyszám      | Idő            | Hely.    | Idő           | Hely.         | Idő        | Helyezés   |
| ---------------- | ---------------- | -------------- | -------- | ------------- | ------------- | ---------- | ---------- |
| Fiona Easdale    | Lesiklás         |                |          |               |               | 1:57,66    | 34.        |
| Fiona Easdale    | Óriás-műlesiklás |                |          |               |               | 1:41,09    | 37.        |
| Fiona Easdale    | Műlesiklás       | 54,12          | 25.      | 52,88         | 18.           | 1:47,00    | 18.        |
| Hazel Hutcheon   | Lesiklás         |                |          |               |               | 1:58,33    | 35.        |
| Hazel Hutcheon   | Műlesiklás       | idő nem ismert | 27.      | nem ért célba | nem ért célba | kiesett    | kiesett    |
| Serena Iliffe    | Óriás-műlesiklás |                |          |               |               | 1:45,09    | 39.        |
| Valentina Iliffe | Lesiklás         |                |          |               |               | 1:53,31    | 29.        |
| Valentina Iliffe | Óriás-műlesiklás |                |          |               |               | 1:35,48    | 30.        |
| Valentina Iliffe | Műlesiklás       | 51,65          | 23.      | 48,49         | 14.           | 1:40,14    | 15.        |
| Anne Robb        | Műlesiklás       | kizárták       | kizárták | 53,52         | 19.           | kiesett    | kiesett    |
| Theresa Wallis   | Lesiklás         |                |          |               |               | 1:59,77    | 37.        |
| Theresa Wallis   | Óriás-műlesiklás |                |          |               |               | 1:41,66    | 38.        |

## Biatlon

### 20 km egyéni indításos
A célpont egy külső és egy belső körből állt. A külső körön kívüli találat 2 perc, a külső kör találata 1 perc büntetőidőt jelentett.
| Versenyző       | Eredmény   | Helyezés | Büntetőperc | Végső eredmény | Helyezés |
| --------------- | ---------- | -------- | ----------- | -------------- | -------- |
| Graeme Ferguson | 1:18:18,09 | 35.      | 6           | 1:24:18,09     | 29.      |
| Malcolm Hirst   | 1:16:52,97 | 24.      | 9           | 1:25:52,97     | 36.      |
| Jeffrey Stevens | 1:18:15,87 | 34.      | 9           | 1:27:15,87     | 39.      |

### 4 × 7,5 km váltó
A lövéseket követően a lövőhibák számának megfelelő mennyiségű 200 m-es büntetőkört kellett teljesíteni a versenyzőknek.
| Versenyző                                                  | Eredmény   | Lövőhiba | Helyezés |
| ---------------------------------------------------------- | ---------- | -------- | -------- |
| Malcolm Hirst Jeffrey Stevens Paul Gibbins Graeme Ferguson | 2:11:54,36 | 8        | 13.      |

## Bob
| Versenyző                                                      | Versenyszám | 1. futam | 1. futam | 2. futam | 2. futam | 3. futam | 3. futam | 4. futam | 4. futam | Összesítés | Összesítés |
| Versenyző                                                      | Versenyszám | Idő      | Hely.    | Idő      | Hely.    | Idő      | Hely.    | Idő      | Hely.    | Idő        | Helyezés   |
| -------------------------------------------------------------- | ----------- | -------- | -------- | -------- | -------- | -------- | -------- | -------- | -------- | ---------- | ---------- |
| Jackie Price Malcolm Lloyd                                     | Kettes      | 58,05    | 19.      | 58,13    | 19.      | 57,90    | 18.*     | 58,02    | 17.      | 3:52,10    | 20.        |
| Mark Agar Michael Sweet                                        | Kettes      | 58,40    | 21.      | 58,33    | 22.      | 57,90    | 18.*     | 58,08    | 18.*     | 3:52,71    | 21.        |
| Jackie Price Colin Campbell Michael Sweet Malcolm Lloyd        | Négyes      | 56,02    | 14.      | 56,07    | 13.      | 56,72    | 11.      | 57,58    | 14.      | 3:46,39    | 13.        |
| Mark Agar Anthony Norton Graham Sweet Andrew Ogilvy-Wedderburn | Négyes      | 57,21    | 20.      | 56,88    | 20.      | 57,75    | 18.      | 58,01    | 18.      | 3:49,85    | 20.        |

* - egy másik csapattal azonos idővel végeztek

## Gyorskorcsolya
Férfi
| Versenyző       | Versenyszám | Eredmény | Helyezés |
| --------------- | ----------- | -------- | -------- |
| Archie Marshall | 500 m       | 40,85    | 16.*     |
| Archie Marshall | 1000 m      | 1:24,00  | 21.      |
| Geoff Sandys    | 1500 m      | 2:09,17  | 24.      |
| Geoff Sandys    | 5000 m      | 8:13,03  | 26.      |
| Geoff Sandys    | 10 000 m    | 16:26,27 | 18.      |

* - egy másik versenyzővel azonos eredményt ért el

## Műkorcsolya
| Versenyző                       | Versenyszám  | Kötelező elemek   | Kötelező elemek | Rövid program     | Rövid program | Kűr               | Kűr   | Összesítés                     | Összesítés                     | Összesítés                     | Összesítés                     | Összesítés                     | Összesítés                     | Összesítés                     | Összesítés                     | Összesítés                     | Összesítés        | Összesítés        | Összesítés  | Összesítés | Összesítés |
| Versenyző                       | Versenyszám  | Kötelező elemek   | Kötelező elemek | Rövid program     | Rövid program | Kűr               | Kűr   | Helyezési pontszámok bírónként | Helyezési pontszámok bírónként | Helyezési pontszámok bírónként | Helyezési pontszámok bírónként | Helyezési pontszámok bírónként | Helyezési pontszámok bírónként | Helyezési pontszámok bírónként | Helyezési pontszámok bírónként | Helyezési pontszámok bírónként | Több. hely. száma | Több. hely. össz. | Hely. össz. | Pont       | Helyezés   |
| Versenyző                       | Versenyszám  | Több. hely. száma | Hely.           | Több. hely. száma | Hely.         | Több. hely. száma | Hely. | 1                              | 2                              | 3                              | 4                              | 5                              | 6                              | 7                              | 8                              | 9                              | Több. hely. száma | Több. hely. össz. | Hely. össz. | Pont       | Helyezés   |
| ------------------------------- | ------------ | ----------------- | --------------- | ----------------- | ------------- | ----------------- | ----- | ------------------------------ | ------------------------------ | ------------------------------ | ------------------------------ | ------------------------------ | ------------------------------ | ------------------------------ | ------------------------------ | ------------------------------ | ----------------- | ----------------- | ----------- | ---------- | ---------- |
| John Curry                      | Férfi egyéni | 5×2+              | 2.              | 5×2+              | 2.            | 7×1+              | 1.    | 2,0                            | 1,0                            | 1,0                            | 1,0                            | 1,0                            | 1,0                            | 1,0                            | 2,0                            | 1,0                            | 7×1+              | 7,0               | 11,0        | 192,74     |            |
| Robin Cousins                   | Férfi egyéni | 7×14+             | 14.             | 8×11+             | 11.           | 5×7+              | 8.    | 10,0                           | 10,0                           | 7,0                            | 10,0                           | 9,0                            | 7,0                            | 11,0                           | 10,0                           | 9,0                            | 8×10+             | 72,0              | 83,0        | 178,14     | 10.        |
| Glyn Jones                      | Férfi egyéni | 7×19+             | 19.             | 9×17+             | 17.           | 5×15+             | 16.   | 16,0                           | 16,0                           | 16,0                           | 16,0                           | 15,0                           | 16,0                           | 15,0                           | 15,0                           | 16,0                           | 9×16+             | 141,0             | 141,0       | 157,24     | 16.        |
| Karena Richardson               | Női egyéni   | 5×17+             | 17.             | 5×15+             | 15.           | 5×14+             | 14.   | 15,0                           | 15,0                           | 15,0                           | 15,0                           | 15,0                           | 15,0                           | 15,0                           | 16,0                           | 16,0                           | 7×15+             | 105,0             | 137,0       | 166,52     | 15.        |
| Erika Taylforth Colin Taylforth | Páros        |                   |                 | 6×11+             | 10.           | 6×12+             | 12.   | 14,0                           | 12,0                           | 12,0                           | 14,0                           | 11,0                           | 10,0                           | 12,0                           | 11,0                           | 12,0                           | 7×12+             | 80,0              | 108,0       | 120,40     | 11.        |

| Versenyző                     | Versenyszám | Kötelező táncok   | Kötelező táncok | Eredeti (original) tánc | Eredeti (original) tánc | Kűr               | Kűr   | Összesítés                     | Összesítés                     | Összesítés                     | Összesítés                     | Összesítés                     | Összesítés                     | Összesítés                     | Összesítés                     | Összesítés                     | Összesítés        | Összesítés        | Összesítés  | Összesítés | Összesítés |
| Versenyző                     | Versenyszám | Kötelező táncok   | Kötelező táncok | Eredeti (original) tánc | Eredeti (original) tánc | Kűr               | Kűr   | Helyezési pontszámok bírónként | Helyezési pontszámok bírónként | Helyezési pontszámok bírónként | Helyezési pontszámok bírónként | Helyezési pontszámok bírónként | Helyezési pontszámok bírónként | Helyezési pontszámok bírónként | Helyezési pontszámok bírónként | Helyezési pontszámok bírónként | Több. hely. száma | Több. hely. össz. | Hely. össz. | Pont       | Helyezés   |
| Versenyző                     | Versenyszám | Több. hely. száma | Hely.           | Több. hely. száma       | Hely.                   | Több. hely. száma | Hely. | 1                              | 2                              | 3                              | 4                              | 5                              | 6                              | 7                              | 8                              | 9                              | Több. hely. száma | Több. hely. össz. | Hely. össz. | Pont       | Helyezés   |
| ----------------------------- | ----------- | ----------------- | --------------- | ----------------------- | ----------------------- | ----------------- | ----- | ------------------------------ | ------------------------------ | ------------------------------ | ------------------------------ | ------------------------------ | ------------------------------ | ------------------------------ | ------------------------------ | ------------------------------ | ----------------- | ----------------- | ----------- | ---------- | ---------- |
| Hilary Green Glyn Watts       | Jégtánc     | 7×6+              | 6.              | 6×6+                    | 6.                      | 6×7+              | 7.    | 6,0                            | 7,0                            | 7,0                            | 5,0                            | 7,0                            | 6,0                            | 7,0                            | 7,0                            | 5,0                            | 9×7+              | 57,0              | 57,0        | 191,40     | 7.         |
| Janet Thompson Warren Maxwell | Jégtánc     | 6×7+              | 7.              | 6×9+                    | 8.                      | 6×9+              | 8.    | 9,0                            | 9,0                            | 9,0                            | 8,0                            | 9,0                            | 8,0                            | 8,0                            | 8,0                            | 10,0                           | 8×9+              | 68,0              | 78,0        | 186,80     | 8.         |
| Kay Barsdell Kenneth Foster   | Jégtánc     | 9×13+             | 12.             | 5×13+                   | 14.                     | 5×13+             | 13.   | 12,0                           | 12,0                           | 13,0                           | 11,0                           | 13,0                           | 12,0                           | 12,0                           | 12,0                           | 14,0                           | 6×12+             | 71,0              | 111,0       | 175,16     | 12.        |

## Sífutás
Férfi
| Versenyző       | Versenyszám | Eredmény | Helyezés |
| --------------- | ----------- | -------- | -------- |
| Paul Gibbins    | 15 km       | 51:48,02 | 63.      |
| Douglas Elliott | 15 km       | 52:14,27 | 65.      |
| Keith Oliver    | 15 km       | 52:31,00 | 68.      |

## Szánkó
| Versenyző                                  | Versenyszám | 1. futam      | 1. futam      | 2. futam | 2. futam | 3. futam | 3. futam | 4. futam | 4. futam | Összesítés | Összesítés |
| Versenyző                                  | Versenyszám | Idő           | Hely.         | Idő      | Hely.    | Idő      | Hely.    | Idő      | Hely.    | Idő        | Helyezés   |
| ------------------------------------------ | ----------- | ------------- | ------------- | -------- | -------- | -------- | -------- | -------- | -------- | ---------- | ---------- |
| Michel de Carvalho                         | Férfi egyes | 56,340        | 32.           | 55,412   | 29.      | 55,277   | 32.      | 55,636   | 32.      | 3:42,665   | 29.        |
| Jeremy Palmer-Tomkinson                    | Férfi egyes | 57,056        | 37.           | 54,881   | 25.      | 54,959   | 28.      | 55,828   | 34.      | 3:42,724   | 30.        |
| Richard Liversedge                         | Férfi egyes | 56,721        | 35.           | 55,997   | 35.      | 55,989   | 35.      | 56,132   | 36.      | 3:44,839   | 33.        |
| Jeremy Palmer-Tomkinson Michel de Carvalho | Kettes      | 46,400        | 23.           | 44,977   | 16.      |          |          |          |          | 1:31,377   | 20.        |
| Richard Liversedge Russell Tapp            | Kettes      | nem ért célba | nem ért célba | kiesett  | kiesett  |          |          |          |          | kiesett    | kiesett    |